# Giuseppe Meda

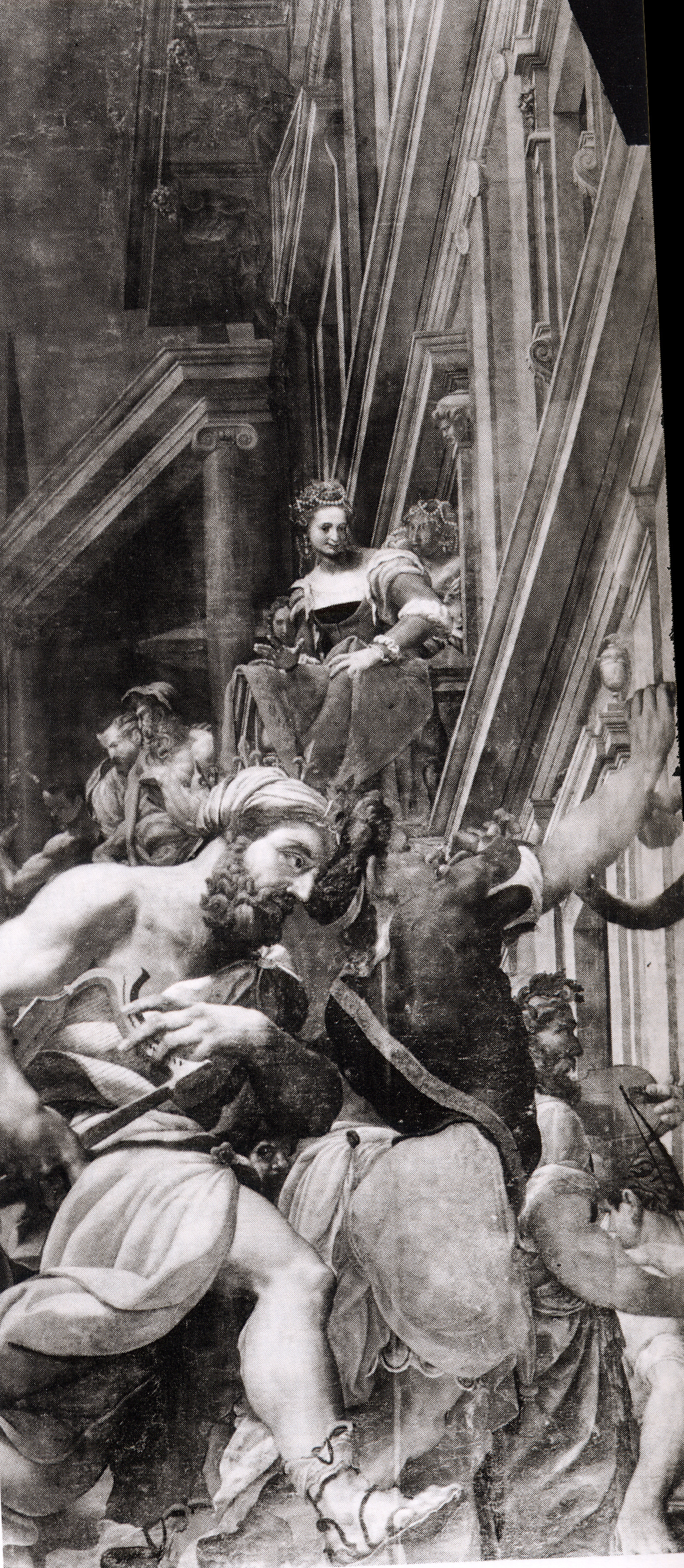
G. Meda: David danza davanti all'arca (anta dell'organo del Duomo di Milano)

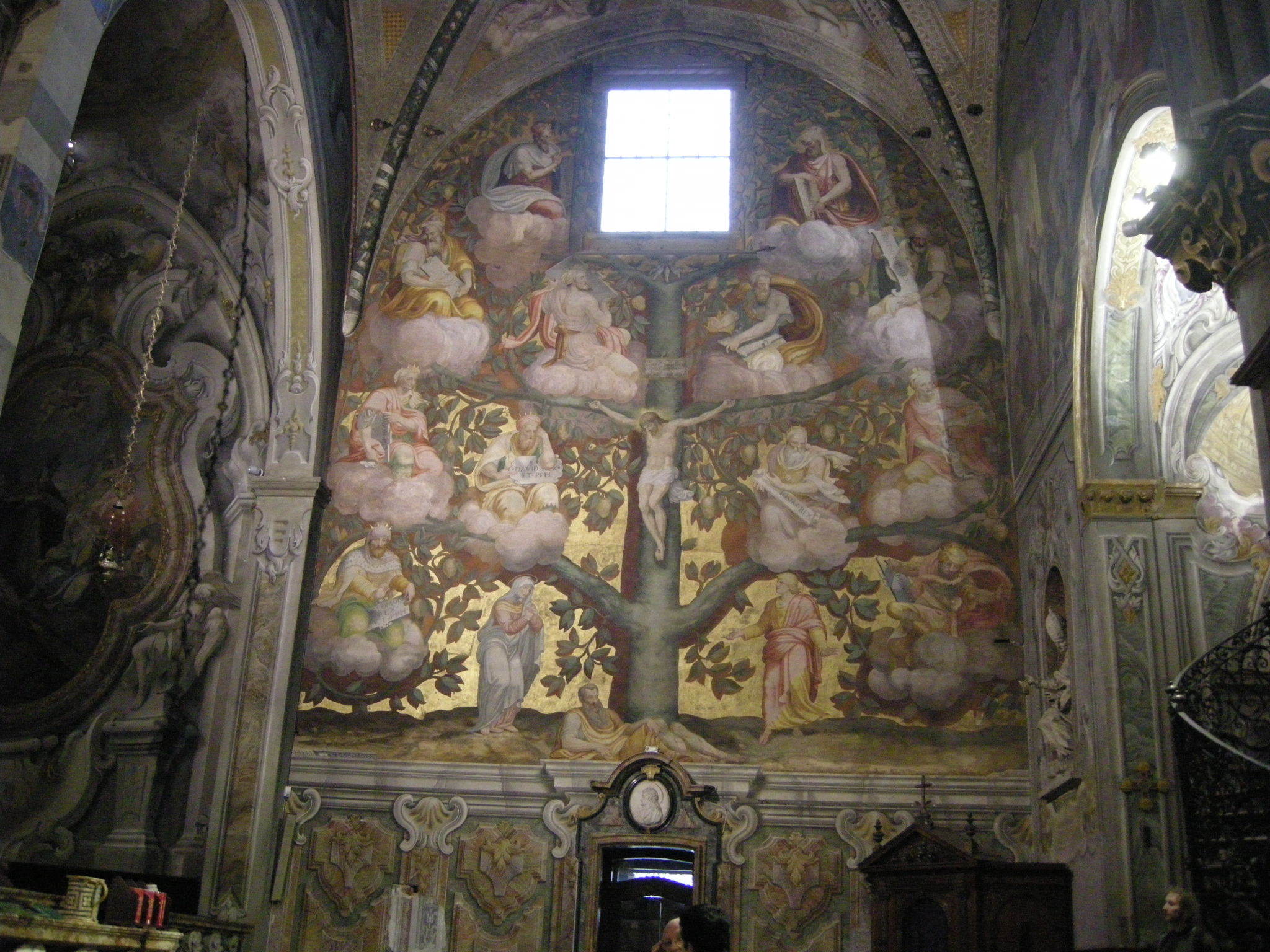
G. Meda e G. Arcimboldo: L'albero di Jesse di Cristo transetto meridionale del Duomo di Monza)

Giuseppe Meda (1534 – 1599) è stato un pittore, architetto e ingegnere italiano.

## Biografia
Giuseppe Lomazzo, meglio noto come Giuseppe Meda, all'apprendistato artistico con Bernardino Campi unì subito una formazione più tecnica basata sull'architettura e l'ingegneria idraulica. In questo campo, è celebre un suo progetto per rendere navigabile l'Adda tra Cornate d'Adda e Paderno, che avrebbe dovuto attuarsi grazie alla costruzione di una conca o “castello d'acque” che avrebbe colmato un dislivello di circa 18 metri.
Come pittore, Meda fu un buon esponente del tardo manierismo lombardo, cercando di coniugare la monumentalità e il gigantismo di Michelangelo con lo sfumato di Leonardo, non dimenticando alcune citazioni dalla tradizione locale, in special modo da Gaudenzio Ferrari. Vanno ricordati agli affreschi del duomo di Monza, di cui l'Albero di Jesse eseguito in collaborazione con Giuseppe Arcimboldo, le storie di san Giovanni, le volte dei transetti, e le ante d'organo del duomo di Milano, forse la commissione più ambita degli anni dell'episcopato di Carlo Borromeo.
Da architetto gli toccò spesso l'onere di dover terminare opere milanesi cominciate da Pellegrino Tibaldi, come il tempio civico di San Sebastiano, la cappella del Lazzaretto e forse il palazzo di Prospero Visconti (se è esatta la testimonianza di Giovan Paolo Lomazzo). È documentato anche il suo invio di disegni per l'Escorial. Poche le architetture completamente disegnate da lui; si segnala qui il progetto per la Cappella della famiglia Trivulzio nella Basilica di Santo Stefano Maggiore o "in Brolo".
Un suo progetto per la ricostruzione della basilica di San Lorenzo, alternativo a quello di Martino Bassi è conservato alla Biblioteca Ambrosiana (cod. F 251 inf. n. 51).

## Cronologia
- 1559: Dipinge le ante d'organo nel Duomo di Milano dopo un concorso contro Bernardino Campi (nell'anta con l'Assunzione, consegnata per ultima, aveva collaborato anche Pellegrino Tibaldi).
- 1565: Dopo alcuni pagamenti a Giuseppe Arcimboldi gli viene commissionato il disegno per il gonfalone della città di Milano, con una rappresentazione di Sant'Ambrogio vittorioso sugli ariani.
- 1574: Presenta il progetto di un canale che unifichi il Lago di Como con la Martesana.
- 1576-1591: Erige la Cappella del Tribunale di Provvisione nel Palazzo dei Giureconsulti.
- 1580-1593: Dirige i cantieri di trasformazione della Basilica di San Simpliciano e di Santa Maria Beltrade.
- 1594: Disegna un teatro provvisorio nel Palazzo di Corte e lavora alla Cappella Trivulzio nella basilica di Santo Stefano Maggiore.